# Championnats du monde de ski nordique 1997

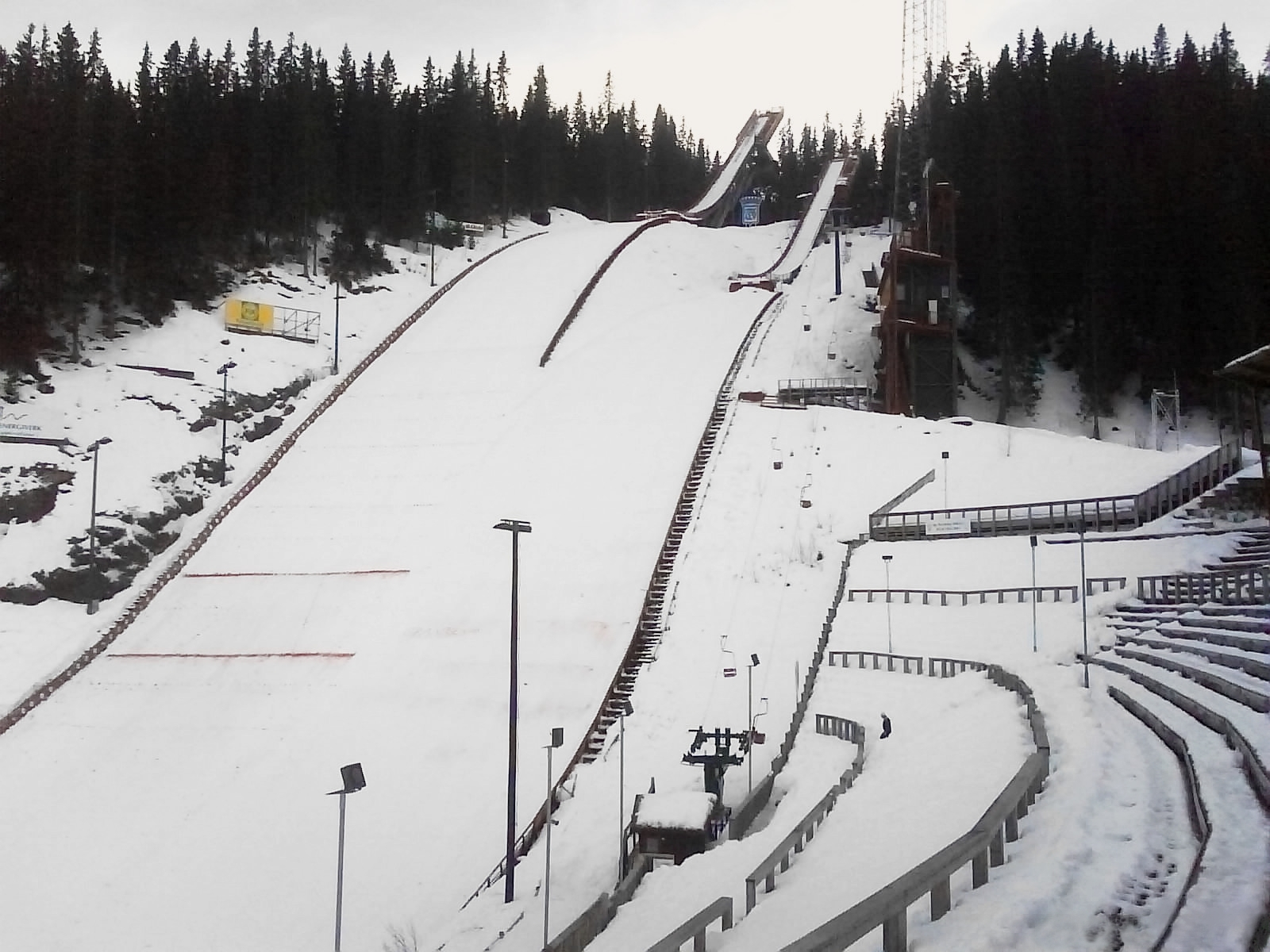
Sautoir qui a accueilli les épreuves de saut (Trondheim, Norvège)

Championnats du monde de ski nordique. L'édition 1997 s'est déroulée à Trondheim (Norvège) du 21 février au 1er mars.

## Palmarès

### Ski de fond

#### Hommes
| Épreuve                                    | Or                                                                       | Argent                                                                     | Bronze                                                                             |
| 24 février :Ski de fond 10 km classique H  | Bjørn Dæhlie                                                             | Alexei Prokourorov                                                         | Mika Myllylä                                                                       |
| 25 février :Ski de fond 20 km poursuite H  | Bjørn Dæhlie                                                             | Mika Myllylä                                                               | Alexei Prokourorov                                                                 |
| 21 février :Ski de fond 30 km libre H      | Alexei Prokourorov                                                       | Bjørn Dæhlie                                                               | Thomas Alsgård                                                                     |
| 2 mars :Ski de fond 50 km classique H      | Mika Myllylä                                                             | Erling Jevne                                                               | Bjørn Dæhlie                                                                       |
| 28 février :Ski de fond relais 4 × 10 km H | Norvège - Sture Sivertsen - Erling Jevne - Bjørn Dæhlie - Thomas Alsgård | Finlande - Harri Kirvesniemi - Mika Myllylä - Jari Räsänen - Jari Isometsä | Italie - Giorgio di Centa - Silvio Fauner - Pietro Piller Cottrer - Fulvio Valbusa |

#### Femmes
| Épreuve                                   | Or                                                                      | Argent                                                                     | Bronze                                                                        |
| 23 février :Ski de fond 5 km classique F  | Elena Välbe                                                             | Stefania Belmondo                                                          | Olga Danilova                                                                 |
| 24 février :Ski de fond 15 km poursuite F | Elena Välbe                                                             | Stefania Belmondo                                                          | Nina Gavriljuk                                                                |
| 21 février :Ski de fond 15 km libre F     | Elena Välbe                                                             | Stefania Belmondo                                                          | Kateřina Neumannová                                                           |
| 1er mars :Ski de fond 30 km classique F   | Elena Välbe                                                             | Stefania Belmondo                                                          | Marit Mikkelsplass                                                            |
| 28 février :Ski de fond relais 4 × 5 km F | Russie - Olga Danilova - Larisa Lazutina - Nina Gawriljuk - Elena Välbe | Norvège - Bente Skari - Marit Mikkelsplass - Elin Nilsen - Trude Dybendahl | Finlande - Riikka Sirviö - Tuulikki Pyykkönen - Kati Pulkkinen - Satu Salonen |

### Combiné nordique
| Épreuve                                     | Or                                                                                   | Argent                                                                    | Bronze                                                                           |
| 22 février :Combiné nordique (K90 / 7,5 km) | Kenji Ogiwara                                                                        | Bjarte Engen Vik                                                          | Fabrice Guy                                                                      |
| 23 février :Combiné nordique par équipe     | Norvège - Halldor Skard - Bjarte Engen Vik - Knut Tore Apeland - Fred-Børre Lundberg | Finlande - Jari Mantila - Tapio Nurmela - Samppa Lajunen - Hannu Manninen | Autriche - Christophe Eugen - Felix Gottwald - Mario Stecher - Robert Stadelmann |

### Saut à ski
| Épreuve                                 | Or                                                                          | Argent                                                                     | Bronze                                                                        |
| 22 février :Saut à ski K90              | Janne Ahonen                                                                | Masahiko Harada                                                            | Andreas Goldberger                                                            |
| 1er mars :Saut à ski K120               | Masahiko Harada                                                             | Dieter Thoma                                                               | Sylvain Freiholz                                                              |
| 27 février :Saut à ski K120 par équipes | Finlande - Ari-Pekka Nikkola - Jani Soininen - Mika Laitinen - Janne Ahonen | Japon - Kazuyoshi Funaki - Takanobu Okabe - Masahiko Harada - Hiroya Saito | Allemagne - Christof Duffner - Martin Schmitt - Hansjörg Jäkle - Dieter Thoma |

## Récapitulatif des médailles par pays
| Rang | Nations            | Médaille d'or | Médaille d'argent | Médaille de bronze | Total |
| ---- | ------------------ | ------------- | ----------------- | ------------------ | ----- |
| 1    | Russie             | 6             | 1                 | 3                  | 10    |
| 2    | Norvège            | 4             | 4                 | 3                  | 11    |
| 3    | Finlande           | 3             | 3                 | 2                  | 8     |
| 4    | Japon              | 2             | 2                 | -                  | 4     |
| 5    | Italie             | -             | 4                 | 1                  | 5     |
| 6    | Allemagne          | -             | 1                 | 1                  | 2     |
| 7    | Autriche           | -             | -                 | 2                  | 2     |
| 8    | France             | -             | -                 | 1                  | 1     |
| -    | République tchèque | -             | -                 | 1                  | 1     |
| -    | Suisse             | -             | -                 | 1                  | 1     |